# Caragh McMurtry
Caragh McMurtry (Southampton, 22 de agosto de 1991) es una deportista británica que compitió en remo.
Ganó tres medallas en el Campeonato Europeo de Remo, en los años 2012 y 2014. Participó en los Juegos Olímpicos de Tokio 2020, ocupando el séptimo lugar en la prueba de ocho con timonel.

## Palmarés internacional
| Campeonato Europeo | Campeonato Europeo | Campeonato Europeo | Campeonato Europeo |
| Año                | Lugar              | Medalla            | Prueba             |
| ------------------ | ------------------ | ------------------ | ------------------ |
| 2012               | Varese (Italia)    | Medalla de plata   | Dos sin timonel    |
| 2012               | Varese (Italia)    | Medalla de bronce  | Ocho con timonel   |
| 2014               | Belgrado (Serbia)  | Medalla de plata   | Ocho con timonel   |